# باباشمل
باباشمل در طهران قدیم به فردی خاص از بین لوطی‌ها و داش‌های شناخته شدهٔ محله‌های مختلف شهر گفته می‌شد که پس از گذراندن مراحلی چند به منصب باباشملی نائل می‌گردید. باباشمل‌های واقعی در طهران قدیم، گروهی معدود و انگشت شمار بودند که دستورها و اراده و امر آنان، بدون هرگونه گفتگو و بدون قید و شرط لازم‌الاجرا بود.

## معنای باباشمل
لغتنامه دهخدا در تعریف باباشمل آورده است:
باباشمل لقب گونه ایست که به سردسته ٔلوطیهای هر محل و به رؤسای قاطرخانه ٔ شاهی دهند.
در این مقاله بیشتر معنای اول مدّنظر بوده است. 

## انتخاب باباشمل
باباشمل‌ها در طهران قدیم، از داش‌ها و لوطی‌ها بالاتر بودند و معمولاً از میان افراد این دو طبقه انتخاب می‌شدند. بدین ترتیب که داش‌ها و لوطی‌های طهران قدیم پس از گذراندن چند مرحله و سربلند درآمدن از همگی این مراحل، به منصب باباشملی نائل می‌شدند. از جمله مواردی که داش‌ها و لوطی‌های تهران قدیم برای ترقی از مقام داشی به مقام باباشملی و رسیدن به عنوان باباشمل، ناگزیر از طی آن مراحل بودند، می‌توان به موارد زیر اشاره کرد:
1. داشتن اخلاق داش مآبی و داش بودن به معنای واقعی
2. داشتن لیاقت و کفایت و عرضهٔ کافی برای ارتقاء مقام
3. پیش کسوتی و داشتن سوابق طولانی در داشی و لوطی‌گری
4. کشیدن علم به خصوص در جریان عزاداری امام حسین
5. تبحر در عملیات ورزش باستانی و مرشد شدن در زورخانه

معمولاً طی کردن تمامی این مراحل و پذیرفته شدن به عنوان باباشمل، بسیار دشوار بود و هر لوطی و داشی قادر نبود تا تمامی معیارهای مربوط به منصب باباشملی را در خود گرد آورده و به باباشمل تبدیل شود.

## اختیارات و توانائی‌ها
داشی که به منصب باباشملی می‌رسید و باباشمل خوانده می‌شد، در نزد رؤسای تمامی محلات به رسمیت شناخته می‌شد و حرف و دستورش، بدون هرگونه قید و شرط لازم‌الاجرا بود. بدین ترتیب تمامی افراد محلات، مطیع و فرمانبر باباشمل می‌شدند و هیچ‌کس برخلاف امر و ارادهٔ او، حق نداشت اقدامی انجام دهد یا رفتاری را عرضه نماید. 
ناصر نجمی در کتاب طهران عهد ناصری، دربارهٔ باباشمل‌ها می‌نویسد:
باید توجه داشت که باباشمل شدن و مطاع گشتن در نزد رؤسای یک محله، البته کار مشکلی بود و چقدر اخلاق لازم داشت تا در میان این همه مردمان ساده و متعصب و سخت گیر بتوان به مقامی رسید که هیچ‌کس برخلاف امر و ارادۀ او نتواند رفتاری را عرضه بنماید و با اینکه هیچگونه قول و قرار، یا عهد و پیمان یا انتخاب قبلی در کار نبود، همگی افراد، مطیع و منقاد باباشمل بودند.